# St. Godehard (Eimbeckhausen)

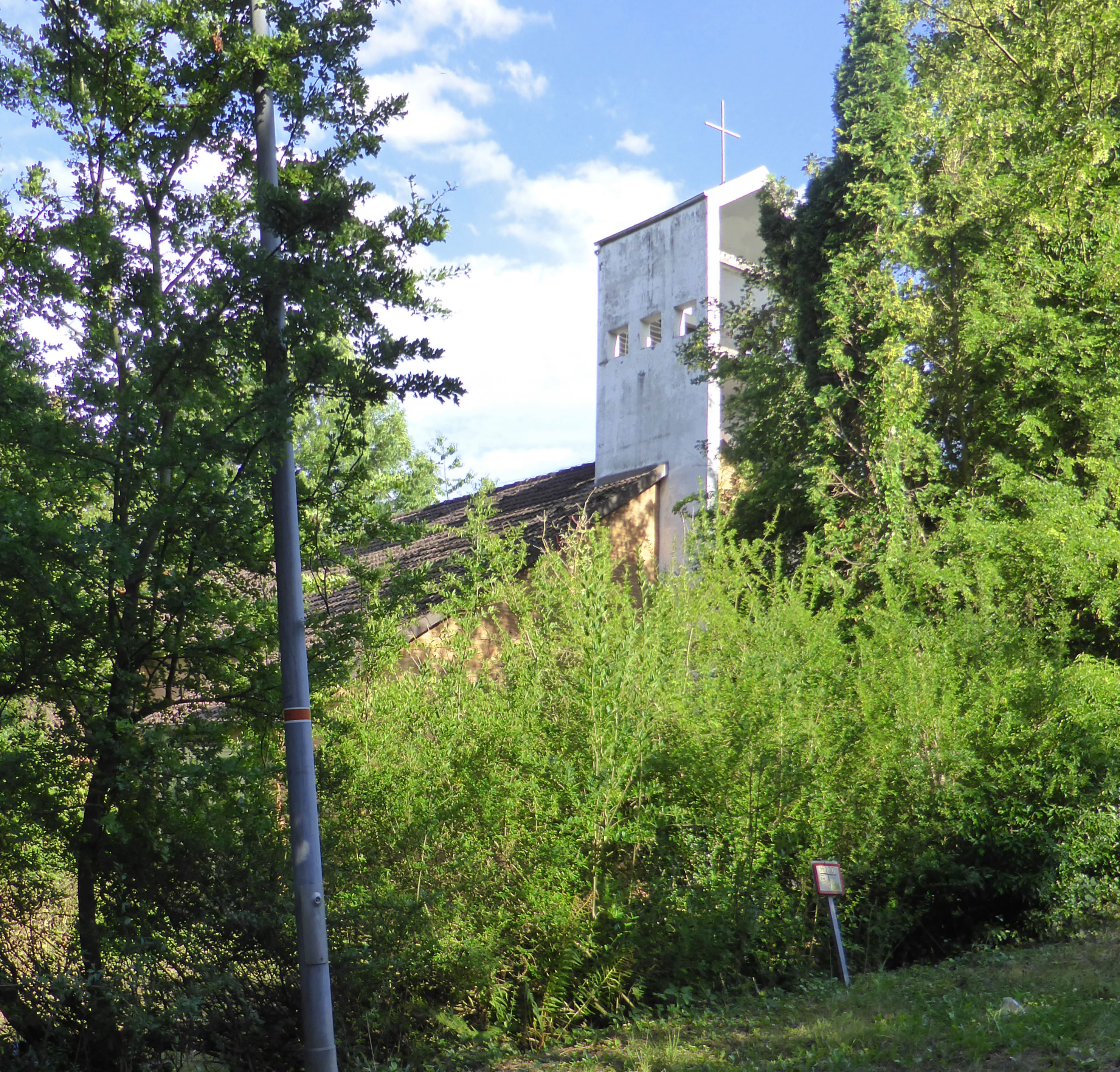
Ehemalige St.-Godehard-Kirche (2022)

Die Kirche Sankt Godehard war die katholische Kirche in Eimbeckhausen, einem Ortsteil von Bad Münder am Deister im Norden des Landkreises Hameln-Pyrmont in Niedersachsen. Das nach dem heiligen Bischof Godehard von Hildesheim benannte Gotteshaus gehörte als Filialkirche zur Pfarrei St. Johannes Baptist mit Sitz in Bad Münder, im damaligen Dekanat Hameln des Bistums Hildesheim.

## Geschichte
Nachdem sich im Zuge der Flucht und Vertreibung Deutscher aus Mittel- und Osteuropa 1945–1950 wieder Katholiken im seit der Reformation protestantisch geprägten Eimbeckhausen und den umliegenden Ortschaften niedergelassen hatten, wurde 1960 die Kirche als Filialkirche der damaligen Kuratiegemeinde St. Johannes Baptist in Bad Münder erbaut. Am 17. Juli 1960 erfolgte die Grundsteinlegung, und bereits am 4. Dezember des gleichen Jahres folgte die Kirchweihe durch Weihbischof Heinrich Pachowiak. In der zweiten Jahreshälfte 1993 wurde die Kirche wieder geschlossen. Heute ist die nächstgelegene katholische Kirche ihre ehemalige Pfarrkirche St. Johannes der Täufer im rund fünf Kilometer entfernten Bad Münder.

## Architektur und Ausstattung
Die geostete Kirche stand am westlichen Ortsrand von Eimbeckhausen auf dem Grundstück St.-Godehard-Straße 5A, in rund 129 Meter Höhe über dem Meeresspiegel. Das Gotteshaus mit seinem kreuzbekrönten Turm wurde nach Plänen des Architekten Hanns D. Rumpf aus Neuenbeken bei Paderborn erbaut. Das Kirchengebäude ist mit einem Satteldach eingedeckt und wird durch ein Portal an der Westseite erschlossen. Im rechten Winkel zum Kirchenschiff ist an der Nordseite das ehemalige Gemeindehaus angebaut.